# Pulsar binario
Un púlsar binario es un púlsar con un compañero estelar que a menudo es otro pulsar, una enana blanca o una estrella de neutrones. Estos sistemas estelares son de especial interés para los astrofísicos, puesto que reúnen las condiciones ideales para poner a prueba la relatividad general en campos gravitatorios fuertes.
A pesar de que el compañero del pulsar a menudo es difícilmente visible o del todo invisible, los intervalos de tiempo entre las pulsaciones del pulsar se pueden medir con gran precisión mediante el uso de radiotelescopios. Un modelo relativamente simple de 10 parámetros que involucre información acerca del tiempo entre pulsaciones, las órbitas de Kepler y tres correcciones post-Kepler (el ritmo de avance del periastro, un factor debido al desplazamiento al rojo gravitacional y un ritmo de variación del período orbital debido a la radiación gravitacional) es suficiente para describir satisfactoriamente el sistema.
De esta manera, la medición de los tiempos entre pulsaciones en púlsares binarios ha confirmado indirectamente la existencia de la radiación gravitacional y verificado la relatividad general de Einstein en un ambiente en el que no se había logrado antes.
El primer pulsar binario PSR 1913+16, también conocido como «pulsar binario Hulse-Taylor», fue descubierto en 1974 en Arecibo por Joseph Hooton Taylor, Jr. y Russell Alan Hulse, lo que les valió el Premio Nobel de Física en 1993. Se han medido pulsaciones de este sistema desde su descubrimiento sin encontrar variaciones mayores de 15 μs en su periodo.